# نكد ثنائي التفرع
النكد ثنائي التفرع أو ريخردية حوّاء واسمه العلمي (باللاتينية: Reichardia dichotoma) نوع نباتي ينتمي إلى جنس النكد من الفصيلة النجمية. الاسم العلمي ليس مقبولا بعد.

## الموئل والانتشار
موطنه بلاد الشام والقوقاز وتركيا وبعض مناطق البلقان.

## مرادفات للاسم العلمي
- (باللاتينية: Picridium dichotomum DC.)
- (باللاتينية: Reichardia glauca V. A. Matthews, nom. illeg.)
- (باللاتينية: Picridium macrophyllum Vis. & Pančić)
- (باللاتينية: Reichardia macrophylla (Vis. & Pančić) Pančić)